# MMV (Beatmungsform)
Die MMV-Beatmung (Mandatory Minute Ventilation), genannt auch obligatorisches Atemminutenvolumen, ist eine Form der maschinellen Beatmung. Hierbei wird ein bestimmtes Atem-Minutenvolumen vorgegeben und von einem Kontrollinstrument die Spontanatmung des Patienten kontinuierlich gemessen. Solange das Volumen durch die Spontanatmung allein erreicht wird, bleibt die Maschine inaktiv. Wird das Volumen hingegen unterschritten, gibt die Maschine einen oder mehrere Atemhübe ab, so dass das notwendige („mandatorische“) Minutenvolumen erreicht wird.
In der klinischen Praxis hat sich das um 1980 eingeführte Konzept nicht durchgesetzt.